# Torre dell’Orologio (Bologna)

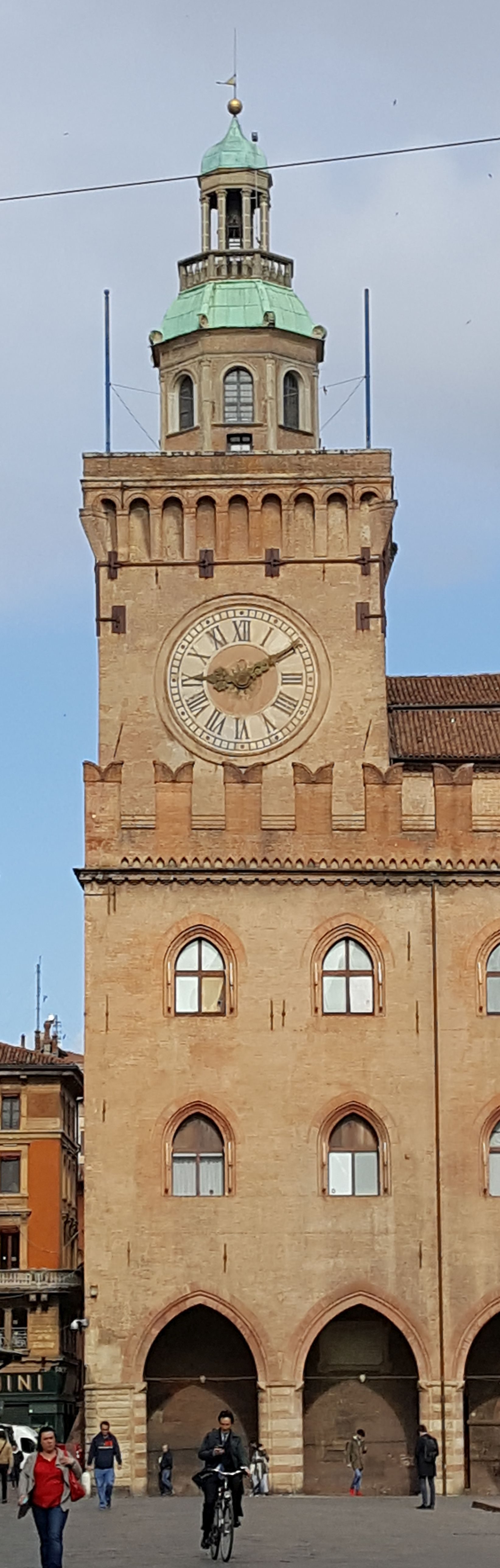
Torre dell’Orologio, auch Torre Accursi am Palazzo d’Accursio in Bologna

Die Torre dell’Orologio oder Torre Accursi in Bologna in der italienischen Region Emilia-Romagna wurde Mitte des 13. Jahrhunderts errichtet.

## Beschreibung
Der Turm an der Ecke der heutigen Via IV Novembre und der Piazza Maggiore bildete den Anfangskern des Palazzo d’Accursio. Der Uhrturm hat einen rechteckigen Grundriss und ist 36,2 Meter hoch, das oben aufgebaute Türmchen weitere 10 Meter.

## Geschichte
Um 1250 ließ Accursius, ein bekannter Rechtsberater, sein eigenes Haus mit einem Eckturm auf der Westseite des zentralen Platzes von Bologna errichten. Der Turm war eigentlich ein Wohnturm mit rechteckigem Grundriss, der wegen der Breite der Innenräume Wohnzwecken diente. 1287 verkauften Francesco und Accursino, die Söhne von Accursius, das Anwesen an die Stadt Bologna, die, um den Palazzo della Biada, den ersten Kern des Rathauses, bauen zu können, das Haus abreißen ließen, aber den Turm erhielten. 1444 beschloss der Rat der Alten (italienisch Consiglio degli Anziani), dass am Torre Accursi eine Uhr installiert werden sollte. Der Turm wurde also um etwa 10 Meter aufgestockt, um 1451 die Uhr für den Platz aufnehmen zu können, und mit einem kleinen Türmchen aus Holz komplettiert. Bald wurden auch die Holzfiguren angebracht, die jede Stunde aus einem Türchen herauskommen, vor dem Bild einer Madonna mit dem Kinde vorbeiziehen und dann durch ein anderes Türchen wieder verschwinden.

"[Nel 1492] (...) per festeggiare l’assunzione al papato di Roderigo Borgia, divenuto Alessandro VI, furono fatti fuochi di gioia sulla torre dell’orologio che ne incendiarono e guastarono la cima (...)"
(dt.: „[1492] (...) wurden Freudenfeuer auf dem Uhrenturm angezündet, um die Annahme des Papsttums, von ‚‚Roderigo Borgia‘‘, der Alexander VI. wurde, zu feiern; sie setzten den Turm in Brand und zerstörten die Spitze (...)“

1493 wurde Giovanni da Brensa, Architekt und Baumeister, gerufen, um das obere Ende des Turms, das verlorengegangen war, zu rekonstruieren. Er schuf eine achteckige Laterne, überragt von einem kreisrunden Tempel und einer kupfernen Kuppel für die Glocke. Zwischen 1885 und 1887 realisierte Raffaele Faccioli bei den Restaurierungsarbeiten am Palazzo della Biada, zu dem der Turm gehört, einige Veränderungen auch am Turm, insbesondere die Entfernung der Brüstung mit Säulen unter Beibehaltung der kleinen Kuppel von Giovanni da Brensa. In der Folge wurde das Gewölbe der Capella Farnese abgerissen und ihr Baukörper in der Höhe reduziert, da sich der Turm aufgrund der Größe der dahinter liegenden Kapelle nicht ausreichend vom Palast abhob; dadurch erhielt der Komplex sein heutiges Aussehen.

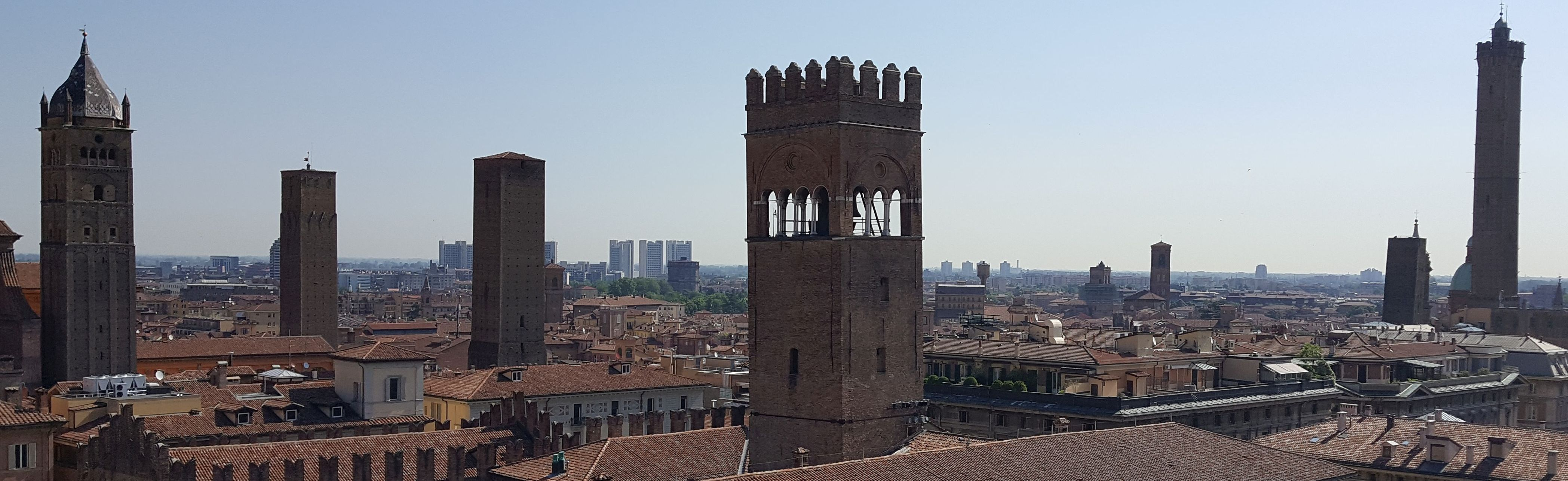
Blick auf die Türme der Stadt von der Torre Accursi aus